# تماس (رواية)
تونس  هي رواية للكاتبة التونسية عروسية النالوتي، نشرت عام 1995. صنفت في الرتبة التاسعة و الثلاثون في قائمة أفضل مئة رواية عربية.

## محتوى
تمحور الرواية حول شخصيّات تماس شخصيات مأساوية تطاردها المشاكل دون أن تكون متسبّبة في ذلك أو ارتكبت أيّ فعل شائن تستحقّ من أجله عقاباً بل عن طريق خطأ يتسبّب فيه الآخر أو الآخر المتمثّل هنا في المجتمع. تصور الرواية تسلّط “قاسم عبد الجبّار والد زينب” الذي نشأ في حضن أم متسلّطة أرغمته على التجرّد من مشاعر الأبوّة ومن واجبه تجاه زوجه. فيصبح بالنسبة له من العار أن يجهر بها حتى بعد موت والدته، وهذه الصورة تحيله إلى شخصيّة مرهوبة، لكنها تخفي داخلها ذاتاً هشّة تجلّت عندما عانقته ابنته: “فعانقها بشدّة وهو يطلق العنان لشهقاته المكتومة، كطفل يلوذ بحضن أمّه.